# 新安店站
新安店站是一个京广铁路上的铁路车站，位于河南省驻马店市确山县新安店镇，距北京西站935公里，距广州站1359公里，建于1903年，目前为四等站，邮政编码为463223。目前客运：办理旅客乘降；行李、包裹托运；货运：办理整车货物发到。